# Federazione cestistica della Jugoslavia
La Federazione cestistica della Jugoslavia, in serbo Košarkaški Savez Jugoslavije (acronimo: KSJ) è stato l'organo che ha controllato e organizzato la pallacanestro in Jugoslavia. Gestiva il campionato jugoslavo di pallacanestro e la nazionale di pallacanestro della Jugoslavia.